# Capicua

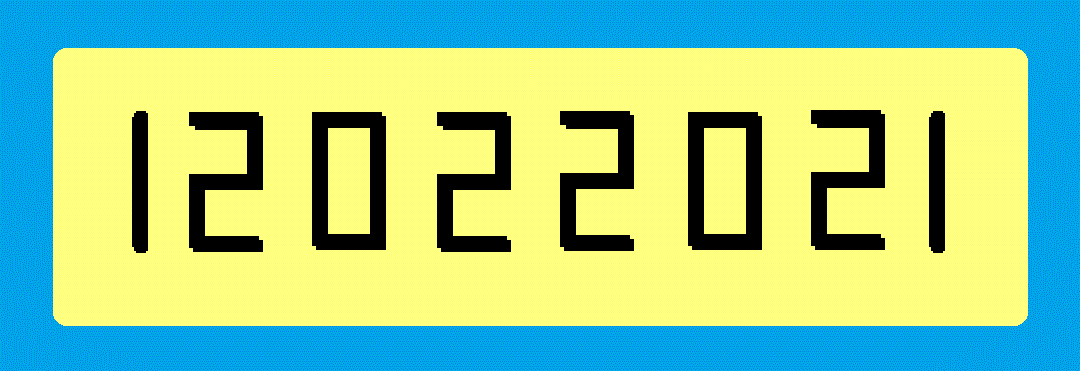
A data 12/02/2021 é um exemplo de capicua. Além disso, esta foi uma data especial pois seus números formaram um Ambigrama.

Capicua (origem catalã: "cap i cua", cabeça e cauda) ou número palíndromo é um número (ou conjunto de números) cujo reverso é ele próprio. O mesmo pode ser dito em relação a datas e a horas. É um tipo de escrita constrangida.

## Factos interessantes
Todo número capicua com um número par de dígitos é múltiplo de 11.
Demonstração: Seja X tal número. Podemos escrever X=a0+10a1+10²a2+...+10kak+10k+1ak-1+...+102ka0, com k inteiro positivo, a0 diferente de zero e an inteiro não negativo menor do que 10, para 0 ≤ n ≤ k. Para que 11 divida X, 11 deve dividir a0-a1+a2-a3+...+ak-ak+ak-1-...-a0=0 (observe que somamos termos iguais, com sinais trocados), o que de fato ocorre, de modo que se conclui a demonstração.

## Exemplos numéricos
Alguns exemplos numéricos:
- 5 (todo número de n dígitos iguais é capicua).
- 11
- 242
- 2002
- 1455665541
- 324567765423
- 123456789987654321
- 135792468864297531
- 123456789135792468864297531987654321

Capicuas com 3 dígitos
- 010 020 030 040 050 060 070 080 090
- 101 202 303 404 505 606 707 808 909
- 111 212 313 414 515 616 717 818 919
- 121 222 323 424 525 626 727 828 929
- 131 232 333 434 535 636 737 838 939
- 141 242 343 444 545 646 747 848 949
- 151 252 353 454 555 656 757 858 959
- 161 262 363 464 565 666 767 868 969
- 171 272 373 474 575 676 777 878 979
- 181 282 383 484 585 686 787 888 989
- 191 292 393 494 595 696 797 898 999

## Técnicas de obtenção
Uma técnica de obtenção de números capicuas é pegar-se um determinado número, inverter a ordem de seus dígitos e somar o número obtido ao número original, obtendo um novo número e repetindo-se este processo até obter um número  palíndromo . Exemplos:
Tendo-se 84, invertendo-se obtem-se 48 84+48=132; 132+231=363.
Tendo-se 3716, invertendo-se obtem-se 6173. 3716+6173=9889.

## Datas
- Às 20 horas e 02 minutos do dia 20 de fevereiro do ano 2002 ou, em marcação digital: 20:02 20/02 2002 ou em qualquer outra ordem, como ano, dia, mês, hora: 2002 20/02 20:02.
- Dividindo tudo por 2, encontramos outro momento as 10:01 do dia 10 de janeiro de 1001, há mais de mil anos atrás. A última ocasião em que teria ocorrido tal padrão simétrico teria sido às 11:11 do dia 11 de novembro de 1111. Além disto, naquela época o calendário vigente era o Juliano e não o Gregoriano que adotamos atualmente desde 15/10/1582. Por isso fica difícil precisar quando exatamente teria ocorrido uma situação semelhante, um tanto de trás para frente como de frente para trás.
- Quarta-feira, dia 20 de fevereiro de 2002 foi uma data histórica. Durante um minuto, houve uma conjunção de números que somente ocorre duas vezes por milênio.
- Essa conjugação ocorreu exatamente às 20 horas e 02 minutos de 20 de fevereiro do ano 2002, ou seja, 20:02 20/02 2002.
- Uma primeira simetria em marcação digital incluindo os segundos (HH:MM:SS) exigiria um ano de 6 dígitos, cujo primeiro será o ano 100.000. Por simetria, a hora seria 00:00:01, e o primeiro dia que gera um mês "mínimo" (sempre janeiro) seria o dia 10, de onde teríamos: 00:00:01 10/01 100000.
- Em 2011 ocorreu em 11/02/2011 11:02:20.11 um palíndromo.
- Em 2020 ocorreu em 02/02/2020 um palíndromo, ao contrário será essa mesma data.
- Em 2022 ocorreu em 22/02/2022 um palíndromo, que ao contrário será a data igual.

### Simetria em relação a matemática
É uma simetria que na matemática é chamada de capicua (algarismos que dão o mesmo número quando lidos da esquerda para a direita, ou vice-versa). A raridade deve-se ao fato de que os três conjuntos de quatro algarismos são iguais (2002) e simétricos em si (20:02, 20/02 e 2002).
- No segundo milênio d.C. ocorreu às 11h11 de 11 de Novembro do ano 1111, formando a data 11h11 11/11/1111.

Já ocorreu às 20h02 no dia 20 de fevereiro de 2002.
Ocorreram mais capicuas nos seguinte dias em 2012:

21:02 10/01/2012

21:02 20/02/2012

21:02 30/03/2012

21:02 01/10/2012

21:02 11/11/2012

21:02 21/12/2012

- Irão ocorrer novas capicuas, como por exemplo às 21h21 do dia 12 de Dezembro de 2222, se formarmos a data da seguinte forma: 12/12/2222 às 21h21, e assim sucessivamente, alterando o dia e mês para 01, 02, 10 e 11 e respectivamente a hora para 10, 20, 01 e 11 e mantendo o ano para se dar a simetria.